# Лахири (село)
Лахири (груз. ლახირი) — село в Грузии, на территории Местийского муниципалитета края (мхаре) Самегрело-Верхняя Сванетия.

## География
Село находится в северо-западной части Грузии, к северу от реки Мулхура (бассейн Ингури), на расстоянии приблизительно 5 километров (по прямой) к востоку от посёлка городского типа Местиа, административного центра муниципалитета. Абсолютная высота — 1729 метров над уровнем моря.

## Население
По результатам официальной переписи населения 2014 года в Лахири проживало 83 человека (43 мужчины и 40 женщин). В национальной структуре населения грузины (сваны) составляли 100 %.
| Год  | Население, человек |
| ---- | ------------------ |
| 2002 | 165                |
| 2014 | ↘ 83               |